# Aptana Studio
Aptana – zintegrowane środowisko programistyczne oparte na bazie Eclipse opracowane do tworzenia aplikacji sieciowych w JavaScripcie. Aptana dostępna jest dla platform: Microsoft Windows, Mac OS i Linux, oraz jako wtyczka do środowiska Eclipse.
Aplikacja posiada wbudowane wsparcie dla języków HTML, JavaScript oraz CSS.
Poprzez wtyczki można rozszerzyć funkcjonalność programu np. o obsługę języka PHP oraz Python.